# Un couple explosif
Pour plus de détails, voir Fiche technique et Distribution.
Un couple explosif (審死官, Sam sei goon) est une comédie hongkongaise réalisée par Johnnie To et sortie en 1992 à Hong Kong.
Avec 50 212 947 HK$ de recettes au box-office, elle est le plus gros succès de l'année à Hong Kong.

## Synopsis
Sung est le meilleur avocat de Guangdong et des régions chinoises environnantes. Ses compétences ont permis à sa famille de disposer d'un excellent train de vie, puisqu'il gagne toutes ses affaires. Toutefois, à cause de ses méthodes de gangster, aucun de ses fils n'a survécu au-delà de un an, causant beaucoup de peine à sa femme, Madame Sung. Après la mort de son treizième fils, il décide de se retirer de son métier d'avocat et ouvre une auberge en ville.

## Fiche technique
- Titre français : Un couple explosif
- Titre international : Justice, My Foot!
- Titre original : Sam sei goon (審死官)
- Réalisation : Johnnie To
- Pays d'origine :  Hong Kong
- Format : couleur — 35 mm — 1,85:1 — stéréo
- Genre : comédie
- Durée : 102 minutes
- Date de sortie :
  - Hong Kong : 2 juillet 1992

## Distribution
- Stephen Chow - Sung Sai Kit
- Anita Mui - Madame Sung
- Ng Man-tat
- Carrie Ng
- Wong Yat-fei
- Bryan Leung
- Eddy Ko
- Paul Chun
- Yuen King-tan